# Time Under Fire
Time Under Fire es una película de acción y ciencia ficción de 1997, dirigida por Scott P. Levy y Tripp Reed, escrita por este último junto a Sean McGinly, musicalizada por David Wurst y Eric Wurst, en la fotografía estuvo Gary Graver y Mark Putnam, los protagonistas son Jeff Fahey, Richard Tyson y Bryan Cranston, entre otros. El filme fue realizado por Concorde-New Horizons y Royal Oaks Entertainment Inc., se estrenó el 12 de noviembre de 1997.

## Sinopsis
Un submarino de Estados Unidos se halla en una anomalía en el tiempo. Una unidad especial se lanza en una misión para averiguar qué hay del otro lado. Descubren una sociedad distópica, hay una dictadura. Se disponen a colaborar con los rebeldes.